# Namszan (Szöul)
A Namszan (hangul: 남산, handzsa: 南山, RR: Namszan) Szöul négy belső hegyének egyike, az egykori erődfalon belül található déli fekvésű hegy. Nevének jelentése: „déli hegy”. A Namszan (Namsan) park része, itt található a kilátója miatt népszerű N Seoul Tower és a Namszangol (Namsangol) hanokfalu. A parkot naponta 23 000-en látogatják, megközelíthető gyalogosan és busszal a 4-es metró Cshungmuro (Chungmuro) állomásától és libegővel is, ami 1962 óta közlekedik. A libegőre a 4-es metró Mjong-tong (Myeong-dong) állomásánál lehet felszállni. A hegyre a Budavári siklóhoz hasonló Namszan Orumi (Namsan Oreumi) felvonóval is fel lehet jutni.